# Dasyvalgus rufipennis
Dasyvalgus rufipennis är en skalbaggsart som beskrevs av Gilbert John Arrow 1944. Dasyvalgus rufipennis ingår i släktet Dasyvalgus och familjen Cetoniidae. Inga underarter finns listade i Catalogue of Life.